# Jasper County (Mississippi)
 For alternative betydninger, se Jasper County. (Se også artikler, som begynder med Jasper County)
Jasper County er et county i den amerikanske delstat Mississippi.